# Нёвра (деревня)
Нёвра — деревня в Верхнеландеховском районе Ивановской области. Входит в состав Кромского сельского поселения.

## География
Находится в восточной части Ивановской области на расстоянии приблизительно 9 км на север-северо-восток по прямой от районного центра поселка Верхний Ландех.

## История
Деревня отмечалась уже на карте 1850 года. В 1859 году здесь (тогда в составе Гороховецкого уезда Владимирской губернии) было учтено 20 дворов.

## Население
Постоянное население составляло 92 человека (1859 год), 5 в 2002 году (русские 100 %), 0 в 2010 году.